# Матяси (Нарачанська сільська рада)
Матяси (біл. вёска Мацясы) — село в складі Мядельського району Мінської області, Білорусь. Село підпорядковане Нарачанській сільській раді, розташоване в північній частині області.